# جنيفر غيتس
جنيفر غيتس هي لاعبة كرلنغ كندية، ولدت في 22 أبريل 1990 في غريتر سودبوري في كندا.

## وصلات خارجية
- جنيفر غيتس على موقع الاتحاد الدولي للكرلنغ (الإنجليزية)